# GraphoGame
GraphoGame é um jogo eletrônico educacional para celulares e computadores, que se utiliza de um ambiente virtual para desenvolver habilidades fonológicas. Lançado em 2011 na Finlândia, o formato do jogo foi desenvolvido por pesquisadores da Universidade de Jyväskylä e do Instituto Niilo Mäki, liderados pelo professor Heikki Lyytinen, com o objetivo de criar uma ferramenta de apoio para crianças com dificuldades de aprendizagem, bem como àquelas diagnosticadas com dislexia e discalculia. Assim, o GraphoGame resulta, originalmente, de um estudo longitudinal iniciado em 1992, na Finlândia, que investiu esforços para identificar padrões de desenvolvimento da leitura e fatores preditivos da dislexia.
Desde que foi lançado, o jogo já foi adotado em mais de 20 países como auxiliar no processo de aprendizagem. A versão em português brasileiro começou a ser desenvolvida em 2013 por especialistas do Instituto do Cérebro, da Pontifícia Universidade Católica do Rio Grande do Sul (PUC-RS). Em novembro de 2020, o Ministério da Educação (MEC) "adotou" o jogo para servir como apoio aos professores. Em apenas oito meses desde o seu lançamento no país, o GraphoGame bateu recorde com mais de 755 mil downloads e coloca o Brasil no primeiro lugar do ranking mundial entre todos os países que utilizam este aplicativo.

## Prêmios e indicações
- Finalista do EdTech Awards 2021
- Nordic & Baltic Global Edtech Startups Awards (GESA)
- 2º Lugar Global Education Startup (GES) Awards 2021[7]